# Aeropuerto Nacional Ezequiel Zamora
El Aeropuerto Nacional Ezequiel Zamora es un aeropuerto ubicado en la ciudad de San Carlos, siendo el más importante del Estado Cojedes (Venezuela).

## Localización
Se encuentra a unos 1.5 km al sur del centro de la ciudad, al final de la Avenida José Laurencio Silva, en la avenida principal de la urbanización Aeropuerto o AV Rómulo Betancourt.
Se encuentra rodeado de zonas urbanas, como la urb, Aeropuerto, Los Samanes, la Unión, Herrereña y Los Chaguaramos que se encuentra al final de la pista, en el área sur del aeropuerto.

## Remodelación
Recientemente sufrió varias y notables remodelaciones que incluyen la adecuación de la pista para recibir aeronaves tales como el McDonnell Douglas DC-9, Boeing 737, Airbus A319, entre otros. También fue cercado perimetralmente y se construyó una torre de control con todos los estándares de la aviación Venezolana.

## Información del aeropuerto
Actualmente posee una pista de 2.000 m  x 30 m. Posee poco tráfico aéreo, sólo algunos vuelos privados y militares. Cuenta con torre de control, iluminación de la pista y vigilancia por parte de la Guardia Nacional.

## Destinos nacionales
- Conviasa (En estudio)
  - Caracas, Distrito Capital / Aeropuerto Internacional de Maiquetía Simón Bolívar